# Forsteronia myriantha
Forsteronia myriantha är en oleanderväxtart. Forsteronia myriantha ingår i släktet Forsteronia och familjen oleanderväxter.

## Underarter
Arten delas in i följande underarter:
- F. m. galbina
- F. m. myriantha